# Jesús Urbina
Jesús Armando Urbina Evias (Iribarren, 9 luglio 1984) è un ex cestista venezuelano.

## Carriera
Con il Venezuela ha disputato i Campionati americani del 2007.